# 中国铁路KD7型蒸汽机车
KD7型蒸汽机车是中国铁路的一种煤水车式蒸汽机车。前身为为联合国善后救济总署（UNRRA）于二次大战结束后，作为协助中国战后重建所援助之MCCS型蒸汽机车，与同时援助比利时的29型蒸汽机车形式相同。1949年中华人民共和国成立後，此型机车被中国铁道部编為ㄙㄌ7型（SL7），1959年改稱為KD7型。但由於中美意識型態對立，此批蒸汽機車成為中國最後引進的美國製蒸汽機車。

## 运用
KD7型主要配置于上海、广州铁路局做为干线货运用蒸汽机车，于较大型之蒸汽机车（例如FD型）开始运用后退居次要地位。1970年代末期改为调度及小运转使用，至1980年代逐步由建设型蒸汽机车取代。上海铁路局于1988年调配建设型蒸汽机车34辆，取代KD7型蒸汽机车作为调度及小运转使用，至此KD7型蒸汽机车全部退出营运。

## 改造
KD7型是相当现代化的蒸汽机车而受到相当重视，其许多设计及附属部件作为中国改造或新设计蒸汽机车之标准。KD7型并曾进行多次性能改造。1954年将机车零部件英制尺寸，进行公制转换。1957年在群众性的技术革新运动中，改造汽阀、汽缸涨圈、大轴润滑系统、加煤机、汽缸排水阀进行技术改造，并加装推煤机、锅炉放水阀等装备。

## 图集

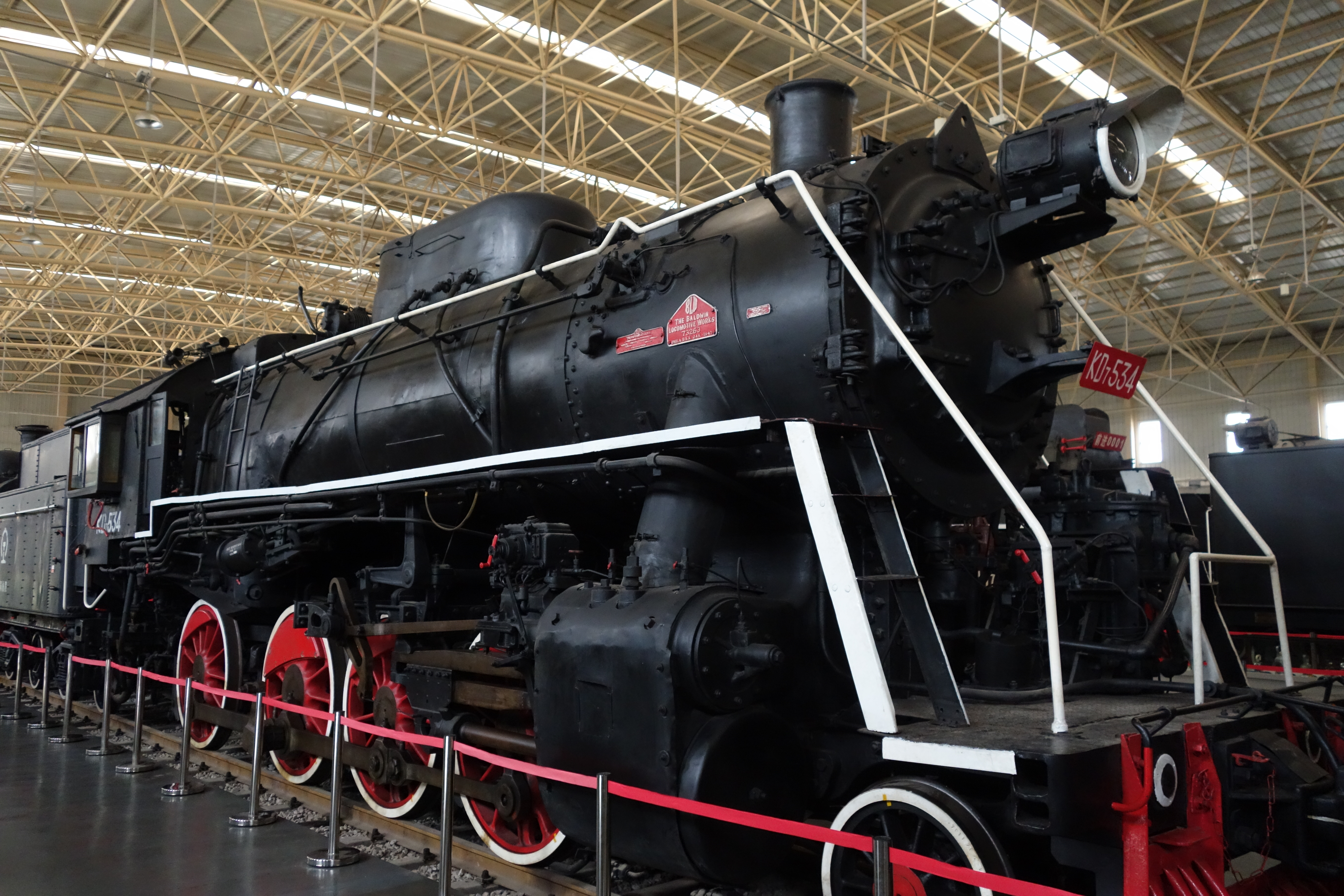
KD7型534号机车
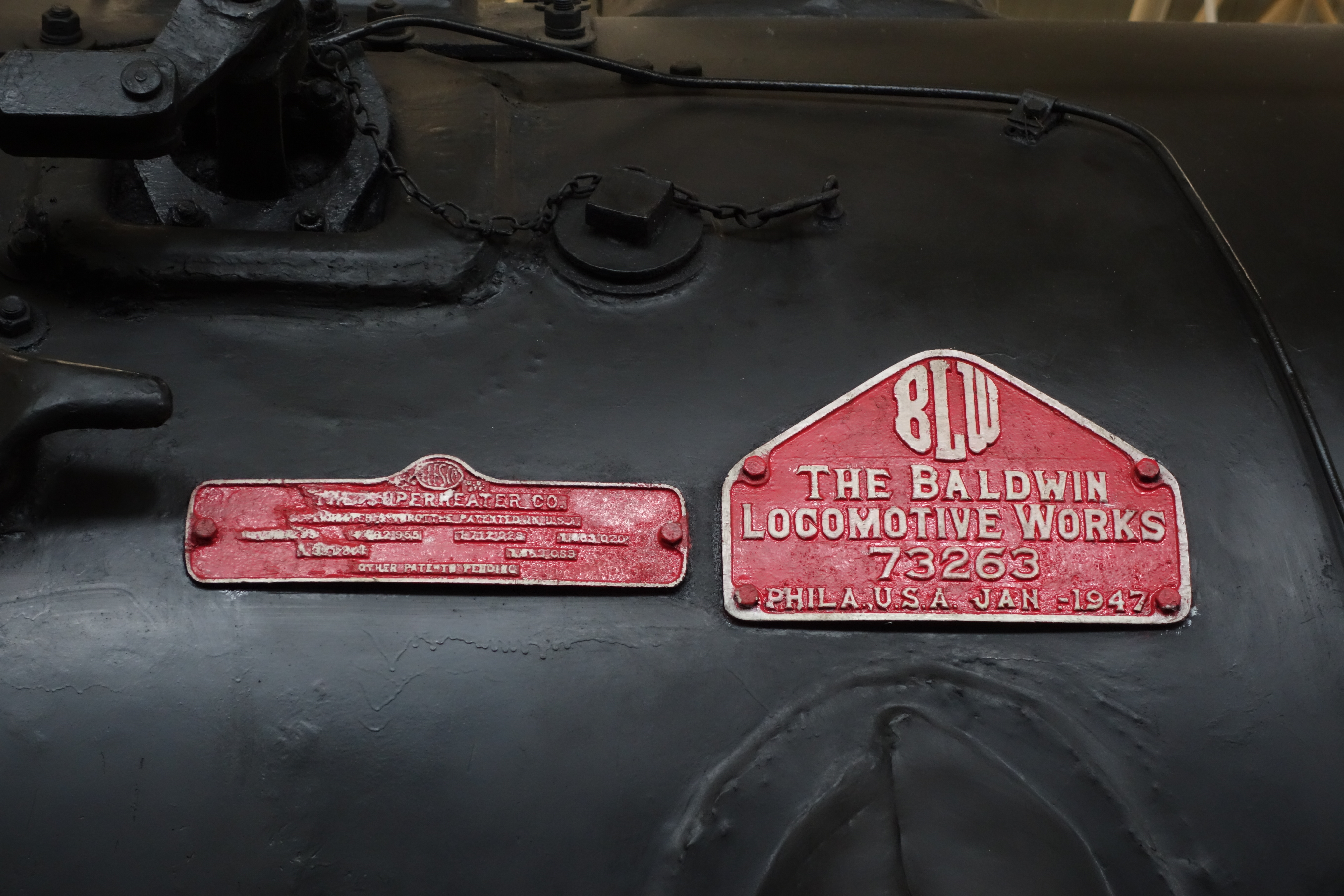
KD7型534号机车的制造厂商铭牌特写
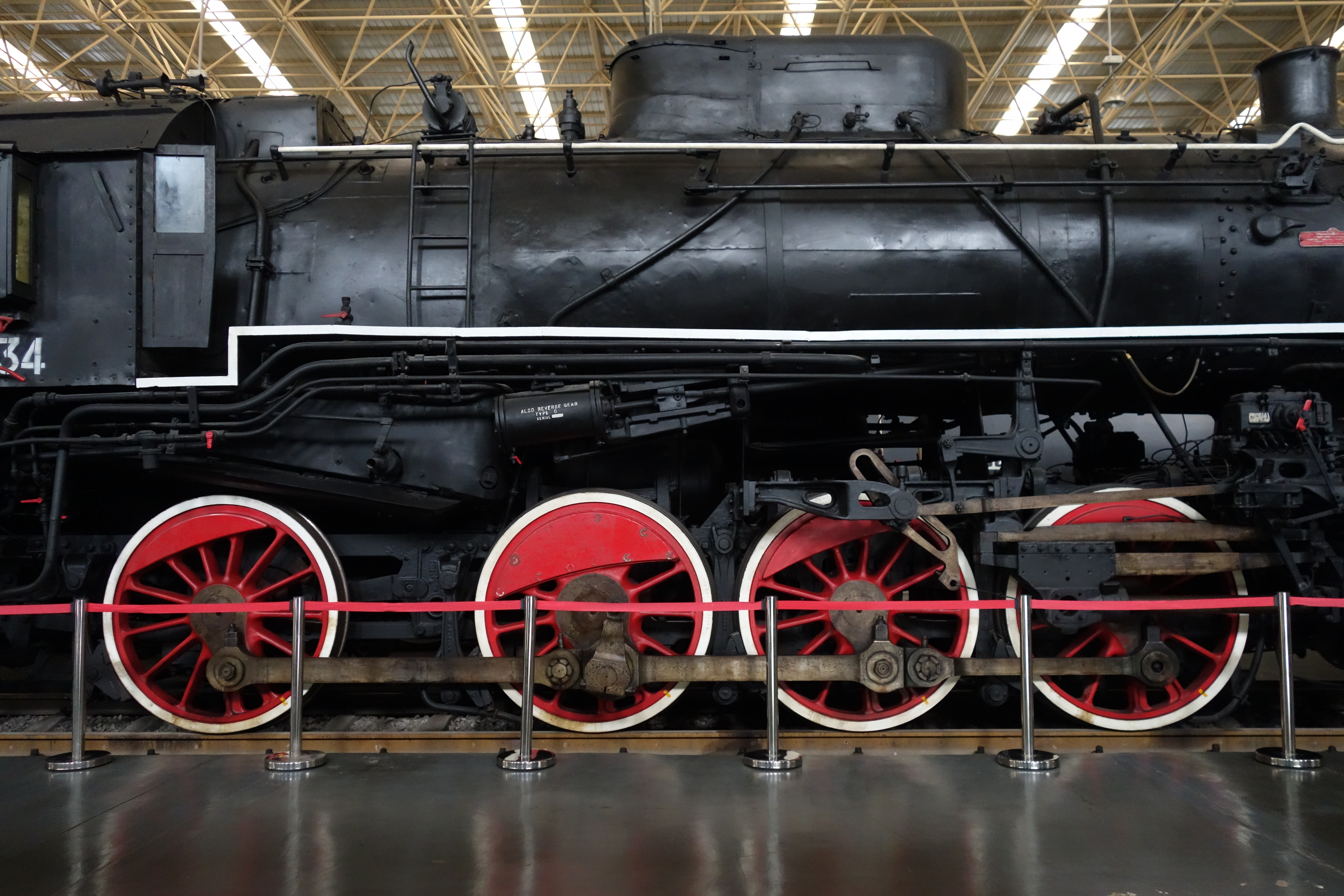
KD7型534号机车的动轮特写

## 保存
| 中铁赋予之编号 | 制造厂商       | 制造时间 | 退役前最终配属        | 现存地点       | 备注                                                                               |
| -------------- | -------------- | -------- | --------------------- | -------------- | ---------------------------------------------------------------------------------- |
| KD7-511        | 不明           | 不明     | 不明                  | 不明           | 此机车于2002年在杭州有过目击记录，但该车现况不明                                   |
| KD7-513        | 不明           | 不明     | 不明                  | 不明           | 此机车于2011年在中车大同电力机车厂内有过目击记录，但该车现况不明                   |
| KD7-534        | 鲍尔温机车厂   | 1947年   | 上海铁路局 杭州机务段 | 中国铁道博物馆 | 出厂编号为73263                                                                    |
| KD7-587        | 美国利马机车厂 | 1947年   | 上海铁路局 杭州机务段 | 不明           | 出厂编号为9253。按媒体于2002年报道称该机车收藏于上海市历史博物馆，但该车现况不明。 |
| KD7-641        | 美国利马机车厂 | 1947年   | 上海铁路局 杭州机务段 | 上海铁路博物馆 |                                                                                    |

## 备注
1. ↑  MCCS：MC為交通部簡稱（Ministry of Transportation and Communications），CS為當時形式代號（Consolidation）。
2. ↑  联合国善后救济总署移交之机车，有KD6、KD7、JF10等车型。